# Таку Ясутоси
Таку Ясутоси (яп. 多久 安順, 1566 — 28 ноября 1641) — самурай периодов Адзути-Момояма и Эдо, вассал родов Рюдзодзи и Набэсима, 1-й глава рода Таку.

## Биография
Родился в 1566 году в семье Рюдзодзи Наганобу и дочери Оды Масамицу. Его изначальное имя было Рюдзодзи Иэхиса (龍造寺家久). Он стал первым главой рода Таку и сменил своё имя на Таку Ясутоси (多久安順). Его законной женой была Тизуру, вторая дочь Наосигэ НАБЭСИМЫ.
Таку Ясутоси принимал участие в Имдинской войне, вернувшись из которой по легенде привёз в Таку гончара Канагаэ Самбэя, считавшегося основателем хидзэнской керамики (арита). В битве при Сэкигахаре он отправил большое количество риса Токугаве Иэясу, хотя и следуя примеру своего господина принадлежал к западной армии. Когда в 1607 году Рюдзодзи Такафуса умер и семья Рюдзодзи разделилась, Ясутоси стал приближён к роду Набэсима, получив статус равный родственнику рода, и был назначен главным вассалом княжества Сага.
В 1634 году, сын Такафусы, Рюдзодзи Суэаки заявил сёгуну Токугаве Иэмицу, что территория княжества Сага принадлежит роду Рюдзодзи. Ясутоси же настаивал на легитимности правления рода Набэсима в бакуфу, заявив, что если Суэаки, рождённый от незнатной женщины, имеет право на княжество, то он сам в той же степени подходит на роль даймё.
В 1641 году Таку Ясутоси скончался и ему наследовал его приёмный сын Сигэтоки, сын Таку Сигэтоми.
Ясутоси был женат на Тидзуру, второй дочери Набэсимы Наосигэ.